# Pizza de kebab
La pizza de kebab (en suec: kebabpizza) és un tipus de pizza d'estil suec coberta amb kebab i altres ingredients, que poden variar segons el restaurant. La pizza va ser creada per immigrants d'Orient Mitjà durant la dècada de 1980. Des de la seva creació, aquesta pizza ha augmentat en popularitat i, actualment, és una de les més consumides a Suècia i una de les opcions més populars de menjar ràpid del país. A causa del seu èxit, la pizza de kebab ha assolit una posició de rellevància cultural a Suècia i arreu de Escandinàvia, apareixent ocasionalment en la cultura popular i en debats polítics.

## Història
La pizza kebab va ser inventada a Suècia i combina la gastronomia italiana i turca.
La primera pizzeria de Suècia es va obrir a Västerås el 1947, després de l'arribada de 300 treballadors italians. Durant la dècada de 1960 es van fundar més pizzeries, i la pizza es va convertir gradualment en el menjar ràpid més habitual del país.
Després de la primera onada migratòria italiana, pocs italians van continuar arribant a Suècia amb la intenció de fer pizzes.
Actualment, la majoria de pizzeries de Suècia són gestionades per immigrants de l'Orient Mitjà i els Balcans, que van adoptar la preparació de pizzes com a mitjà de vida.
Durant la dècada de 1980, restaurants de kebab i falàfel es van estendre per Suècia, i era comú que molts establiments oferissin tant pizza com kebab. La pizza kebab va sorgir en aquest context, encara que no se sap amb certesa qui la va inventar ni el moment exacte de la seva creació.
Segons la companyia alimentària sueca Schysst käk, la pizza kebab es pot rastrejar fins a 1982.
El primer registre conegut d'una pizza kebab als arxius de menús de la Biblioteca Nacional de Suècia és de 1986, a la pizzeria Pizza Dali a Bromma, on es va anomenar "pizza de shish kebab" i incloïa tomàquet, formatge, ceba, pebrot i filet de vedella.

## Variants
Les pizzes de kebab poden variar molt segons el restaurant, però solen incloure carn de kebab, ceba, friggitelli i una salsa especial.
La carn de kebab acostuma a ser de vedella, però també es pot substituir per polcognomre. La salsa de kebab sueca sol ser una barreja de iogurt o nata agra amb espècies.
Algunes pizzeries ofereixen la "pizza kebab vikinga", una pizza kebab doblegada en forma de vaixell viking.

## Expansió internacional
Tot i que la pizza de kebab és més popular a Suècia, també s'ha estès a altres països, inclosa Itàlia. A Noruega, per exemple, és habitual que inclogui blat de moro, mentre que a Dinamarca i Finlàndia sol portar all.
A països com els Estats Units, Espanya, Austràlia i Malta, les pizzeries d'estil suec han popularitzat la pizza de kebab amb pocs canvis respecte de l'original.
El 2020, Domino's Pizza va oferir temporalment una versió de pizza de kebab al Regne Unit anomenada "beef doner pizza", mentre que a França i als Països Baixos en serveixen versions adaptades als costums locals.

## Cultura
Pizzes de diferents tipus venudes a Suècia el 2018
La pizza de kebab ha arribat a una posició de prominència cultural a Suècia i és un aliment confort comú i menjar per ressaca. Tot i que rara vegada es considera part de la cuina sueca tradicional, la pizza de kebab ha estat descrita com un dels "plats més icònics de Suècia", un dels "aliments més suecs", el "menjar suec estrany més essencial" i una "creació únicament sueca". L'autor suec Marcus Priftis va descriure la pizza de kebab el 2012 com una "innovació culinària típicament sueca" que no hauria pogut ser inventada enlloc més; Priftis va assenyalar que la seva creació només va ser possible en un país on els mateixos cuiners feien tant kebabs com pizzes i on els consumidors veuen ambdós aliments com a productes intercanviables. L'autora sueca Annika Windahl Pontén ha comparat el lloc de la pizza de kebab en la cuina sueca amb el de les kåldolmar, un tipus de rotlle de col que va originar com una versió sueca del dolma turc el segle XVIII, i ha especulat que, com les kåldolmar, també es podrà veure algun dia com un plat tradicional.
La pizza de kebab de vegades és anomenada en broma el plat nacional de Suècia. Segons les enquestes anuals d'Onlinepizza, és una de les pizzes més populars a Suècia i gairebé cada any ha estat la pizza més venuda. També s'ha considerat com el plat de menjar ràpid més popular del país. El dia en què es venen més pizzes és cap d'any. El 2016, el polític Robert Hannah, membre del Riksdag i fill d'un forner de pizzes, va proposar fer de l'Any Nou el "dia de la pizza de kebab", tant pel gran volum de vendes de pizzes com per rendir homenatge a l'herència culinària estrangera de Suècia i destacar els efectes positius de la immigració. La moció de Hannah va anomenar la pizza de kebab "l'estrella brillant entre totes les pizzes". Durant la pandèmia de COVID-19, les pizzes de kebab han estat un dels menjar ràpids més sol·licitats a Suècia, especialment a les grans ciutats; per exemple, ha estat el plat més demanat a través de l'empresa Foodora a Goteborg i Linköping.
La pizza de kebab ha estat descrita per alguns comentaristes com una combinació d'aliments italians i turcs d'una manera que podria horroritzar o confondre ambdues nacionalitats. Els autors de la Revista Gourmand la van descriure com una combinació "sueca" dels dos plats, en què el pa pita i el xai s'ajunten amb la pizza italiana tradicional.